# Imre Benoschofsky
Imre Benoschofsky (6. února 1903 – 5. července 1970) byl maďarský rabín a vrchní rabín Maďarska.

## Biografie
Narodil se v Budapešti ještě za dob Rakouska-Uherska. V roce 1926 se stal rabínem v budapešťské čtvrti Lágymányos v XI. obvodu, v roce 1928 rabínem Budína a v roce 1936 vrchním rabínem Budapešti. V té době mimo jiné učil na protestantské dívčí střední škole Baár-Madas, kde studovaly i židovské dívky, a jednou z jeho žákyň byla Chana Senešová, které byl nápomocen při jejím objevování sionismu.
Od roku 1945 až do své smrti působil jako profesor na Židovském teologickém semináři (Országos Rabbiképző – Zsidó Egyetem) v Budapešti. V 50. letech byl z politických důvodů vězněn jakožto sionista. V roce 1960 se stal maďarským vrchním rabínem.

## Dílo
- Majmuni arisztotelizmusa, 1926
- Zsidóságunk tanításai, 1941
- Maradék-zsidóság, 1946
- Harminc év után, 1958